# L'Anniversaire (Chagall)
Pour les articles homonymes, voir L'Anniversaire.
L'anniversaire (en russe : День рождения) est un tableau réalisé en 1915 par le peintre d'origine russe et biélorusse naturalisé français, Marc Chagall. Il est conservé et exposé au MOMA de New York, aux États-Unis. En 1914, Chagall est revenu de Paris à Vitebsk. En 1915, il épouse Bella Rosenfeld qui est le modèle de la toile.
Selon l'historienne de l'Université de Moscou (MGU), Maria Berezanskaïa, la toile nous renvoie autour du baiser aérien des époux, à plusieurs détails domestiques précis, rendus méticuleusement. Chacun est porteur d'un sens caché et transforme cette pièce ordinaire dans la ville en un endroit où le miracle du vol des amoureux se produit sous nos yeux. Les détails matériels sont importants parce qu'ils forment le lien entre le réel et le fabuleux. La culture hassidique était devenue pour Chagall un berceau créatif qui lui faisait percevoir l'environnement domestique comme une partie très importante de la vie de l'homme. L’élévation de sujets de la vie populaire quotidienne, dans l'esprit mythologique de ce vol en suspension, rapproche la peinture et les graphiques de Chagall de l’art solennel et simple à la fois de Niko Pirosmani. La sacralisation des actes de la vie quotidienne se retrouve dans les caractéristiques de la vie des anciens patriarches bibliques de l’œuvre tardive de Rembrandt. C'est une tâche fondamentale pour Chagall de représenter une multitude d'objets dans leurs moindres détails mais dans un univers chaotique, qui finalement apparaît paradoxalement comme une unité.
Une esquisse de la toile datant de la même année est exposée au centre Georges Pompidou à Paris.